# СЕТ-65
«СЕТ-65» (рос. СЭТ-65, Самонавідна Електрична Торпеда) — радянська протичовнова самонавідна електрична торпеда калібру 533 мм, призначена для ураження підводних човнів. Розроблено НДІ «Гідроприлад» під керівництвом В. А. Голубкова. Прийнята на озброєння у 1965 році.
Торпеда може бути використана як із підводних човнів, так і з надводних кораблів; оснащена гідроакустичною системою самонаведення. Системи управління рухом торпеди за курсом, глибиною та креном здатні забезпечувати двоплощинне маневрування та виведення торпеди в зону спрацьовування підривника, або пряме влучення в ціль.